# Colletotrichum phyllachoroides
Colletotrichum phyllachoroides är en svampart som först beskrevs av Ellis & Everh., och fick sitt nu gällande namn av Arx 1957. Colletotrichum phyllachoroides ingår i släktet Colletotrichum och familjen Glomerellaceae.   Inga underarter finns listade i Catalogue of Life.